# اهرام کلیوی
اهرام کلیوی (به انگلیسی: Malpighian pyramids) نخستین بار در قرن ۱۷ توسط کالبدشناسی به نام مارسلو مالپهقانی (به انگلیسی: Marcello Malpighi) کشف شدند. درون‌بخش کلیه شامل ۲۷ تا ۳۰ عدد از این تقسیم‌بندی مخروطی (معمولاً در انسان ۲۷ عدد) است. پایهٔ گستردهٔ هر یک از اهرام کلیوی در قسمت داخلی به سمت درون‌بخش کلیه و راس آن، یا قسمت پاپیلا ی آن اشاره دارند. اهرام کلیوی مخطط به نظر می‌رسند چرا که آن‌ها توسط لایه‌های موازی از نفرون‌ها تشکیل شده‌اند.

## نگاره‌ها

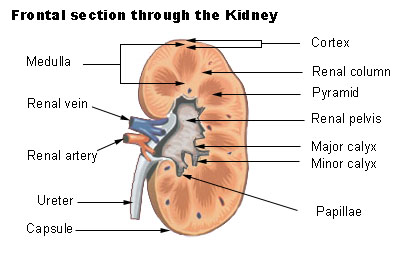
نمای جلویی از کلیه

پایهٔ اهرام کلیوی در کالیکس کوچک (به انگلیسی: minor calyx) از قشر لوله‌های موازی  جمع‌آوری ادرار ساخته شده‌اند.